# Tauszik Alajos H. József
Tauszik Alajos H. József (Nagyvárad, 1904. szeptember 1. – Nagyvárad, 1992. szeptember 21.) nagyváradi magyar premontrei rendi szerzetes, egyháztörténész.

## Életútja, munkássága
Szülővárosában tanult, a Premontrei Főgimnáziumban érettségizett, majd a Jászóvári Premontrei Hittudományi Főiskolán és a budapesti Pázmány Péter Tudományegyetem földrajz–biológia szakán szerzett felsőfokú képesítést (1931). Tanári pályáját a gödöllői Premontrei Főgimnáziumban kezdte, ahol 1927–45 között tanított. 1941–44 között többször látogatott haza szülővárosába, és segédkezett egykori iskolája természetrajzi szertárának rendezésében, 1945-től pedig itt, a rend nagyváradi gimnáziumában folytatta tanári munkáját 1948-ig, az intézmény államosításáig. Ezt követően koholt vádak alapján börtönt is viselt. Szabadulása után ugyancsak Nagyváradon nyugalmazott lelkipásztorként működött,  az egyházmegyei gyertyagyár igazgatójaként.
Szaktudománya területén a rendtörténet, tudós egyházi személyiségek életrajza foglalkoztatta. Károly József Irén tudós fizikus paptanár alakját elevenítette fel magyar és román nyelven a Bihar megyei Múzeum Évkönyvében (1979); ugyanitt emlékezett meg Kertész Miksa Ferencről is (1987). Károly József Irénről a kolozsvári Keresztény Szóban is megjelent cikke 1991-ben.
Visszaemlékezéseit is tartalmazó kötete (Tanulmányok, feljegyzések. 1949–1990) kéziratban.